# Ante Erceg
Ante Erceg (sinh ngày 12 tháng 12 năm 1989) là một cầu thủ bóng đá Croatia hiện thi đấu cho Brøndby IF ở vị trí tiền vệ.

## Sự nghiệp câu lạc bộ
Ante Erceg trải qua hệ thống trẻ tại RNK Split, vào đội chính năm 2008. Anh trải qua nửa mùa giải tại câu lạc bộ Thổ Nhĩ Kỳ Balıkesirspor, trước khi trở lại Split, Croatia để ký hợp đồng với HNK Hajduk Split ngày 18 tháng 6 năm 2016. Erceg ra mắt Hajduk ngày 17 tháng 7 năm 2016, thi đấu 45 phút trong chiến thắng 2-0 trước HNK Cibalia ở Vòng 1 của Prva HNL. Erceg ghi bàn thắng đầu tiên cho Hajduk trong chiến thắng 3-0 trước FC Oleksandriya ở Vòng loại 3 của UEFA Europa League 2016-17. Đây là bàn thắng thứ 300 của Hajduk tại các giải đấu châu Âu.